# Río Mente
El Mente es un río del noroeste de la península ibérica con una extensión total de 57 km. Nace en Galicia a 1281 m de altitud en la Ramascas, gira en sentido norte-sur recorriendo 25 km en territorio español y llega a la frontera en la aldea de Veiga de Seijo, en el municipio de Riós, donde su curso se encuentra a 560 m de altitud.
Recorre 33 km en territorio de Portugal y termina su curso como afluente del río Rabazal, a 400 m de altitud, que a su vez forma parte de la cuenca del Duero.
Cuando llega a la aldea de Veiga de Seixo hace de frontera natural entre España y Portugal durante algunos kilómetros.
Morfológicamente es un río que excavó un profundo valle encajado, en el que el desnivel del lecho fluvial y la montaña pueden sobrepasar los 400 m. Sus márgenes son en su mayor parte rocosas, con algunas planicies de aluvión. Sus riberas son abruptas, con una enorme biodiversidad. Sus características le concedieron el derecho a pertenecer al parque natural de Montesinho en Portugal y a la Red Natura 2000.
En el año 2009 fue descubierta en la ribera del río Mente una especie de planta que era desconocida en la flora autóctona portuguesa, la Viburnum lantana que pasa a engrosar la biodiversidad del parque natural de Montesinho. En el extremo sur de su curso está confirmada la presencia de la ostra de agua dulce, Margaritifera margaritifera, que aparece aquí y en los vecinos río Rabazal y río Tuela. La población portuguesa de esta especie es una de las mayores de Europa, un hecho importante debido a que la regresión que ha sufrido su efectivo en el último siglo la ha situado en riesgo de extinción.
En los límites de las aldeas de Veiga de Seixo,  Segirei y Sandim de Lomba las aguas del río Mente han sido represadas para formar playas fluviales, muy frecuentadas en los meses de verano por los turistas de localidades vecinas, tanto portuguesas como españolas.
Después de la playa fluvial de Segirei brotan de forma espontánea aguas minero-medicinales, con propiedades terapéuticas, que han sido recogidas durante muchos años del propio lecho del río, en los afloramientos rocosos que surgen con el descenso del cauce en época estival. Son conocidas como aguas de Sandim. Estas aguas han sido canalizadas en las proximidades de la playa de Segirei. Recientemente se hicieron varios sondeos en la ribera izquierda del río y una empresa está explorando su explotación industrial.
- Datos: Q3395327